# Gabdułchaj Achatow
Gabdułchaj Churamowicz Achatow, ros. Габдулхай Хурамович Ахатов; tat. Габделхәй Хурам улы Əхәтов (ur. 8 września 1927 w Starym Ajmanowie w Tatarstanie w Rosji, zm. 25 listopada 1986 w Nabierieżnych Czełnach) – rosyjski językoznawca, turkolog. 

## Życiorys
W 1954 roku ukończył Kazański Uniwersytet Państwowy i w tym samym roku otrzymał stopień naukowy kandydata nauk. Stopień naukowy doktora nauk otrzymał w 1965 roku, a profesora w 1970. Zakres zainteresowań badawczych Achatowa obejmował: dialektologię, frazeologię, filozofię języka, etnografię oraz języki tureckie. Był poliglotą.
Achatow jako pierwszy językoznawca rozpoczął badania natury podwójnego przeczenia w językach tureckich. Jest autorem ponad 200 książek i artykułów.

## Wybrane publikacje
- 1984: Tatarskaja dialektologija, Kazań
- 1986: Unsere vielsprachige Welt, Berlin
- 1986: Linguistik im Bund mit Computer, Berlin
- 1995: Leksika tatarskogo jazyka, Kazań